# Pol Lirola
Pol Mikel Lirola Kosok, född 13 augusti 1997 i Mollet del Vallès, är en spansk fotbollsspelare som spelar för Frosinone, på lån från Marseille. 

## Karriär
Den 12 januari 2021 lånades Lirola ut av Fiorentina till Marseille på ett låneavtal över resten av säsongen 2020/2021. Den 23 augusti 2021 blev Lirola klar för en permanent övergång till Marseille, där han skrev på ett femårskontrakt.
Den 12 augusti 2022 lånades Lirola ut till spanska La Liga-klubben Elche på ett säsongslån. Den 28 augusti 2023 lånades han ut till italienska Frosinone på ett säsongslån.